# NGC 374
NGC 374 is een spiraalvormig sterrenstelsel in het sterrenbeeld Vissen. Het hemelobject ligt ongeveer 208 miljoen lichtjaar van de Aarde verwijderd en werd op 7 oktober 1861 ontdekt door de Duits-Deense astronoom Heinrich Ludwig d'Arrest.

## Synoniemen
- PGC 3952
- UGC 680
- MCG 5-3-48
- ZWG 501.80